# رنا حمادة
رنا حمادة (مواليد 1983) هي فنانة من لبنان تقيم في هولندا، تشمل مشاريعها متعددة التخصصات عروضًا مسرحية وصوتية ونصية ورسم الخرائط، مما يتيح اتباع نهج استطرادي في الموضوع.

## العمل الفني
تشكك العديد من أعمالها في قوة الصوت التاريخي، مما يخلق وضوحًا حول الأصوات المُمحاة أو غير المسجلة، وكجزء من ممارستها الفنية اعتنقت دور العالِم أو المؤرخ أو أمين الأرشيف كوسيلة لتمثيل السلطة التي تنقلها تلك الأنظمة، وفي عام 2017 استخدم مشروعها للأوبرا الذي عنوانه «جرائم القتل العشر لجوزفين» ويت دي مع مركز للفن المعاصر لعرض الليبريتو، سمح هذا المعرض أن يكون العمل على مراحل غير مثبتة بسبب الزيادات في حركة الموظفين والزوار وكذلك إنشاء كائنات جديدة في الفضاء تضافرت نحو إنتاجها النهائي، تم عرض الإعادة التالية للعمل في مسرح روتردام في ديسمبر 2017، تعود رنا حمادة بواسطة الليبريتو إلى منهجية فنية من خلال العاطفة والشعر «لاستكشاف أعمال النطق المُبَرهَن كوسيلة لإعادة النظر في غطاء الموضوع القانوني وعرقلة مركزية المواطنة».

## استقبال نقدي
تمت مراجعة عملها في إفريز بمجلة موس ومجلة وول استريت العالمية وإبراز وغيرها.
وصفت ستيفاني بيلي من مجلة إبراز عمل رنا حمادة عام 2013 -لقاءات غريبة- بأنها «قصص ومحادثات ووثائق تاريخية وغيرها من الأشياء والتحف الفنية -كقطع نيزك من أنحاء مختلفة من العالم على سبيل المثال أو عدة رموز رمزية لأسهم الفحم المستخدمة في الجنوب الأمريكي بالإضافة إلى رمز للمزرعة يستخدم في غواتيمالا- والتي عملت معًا لإنتاج كوكبة شبكية من المعنى والارتباط، توحدها موضوعات النظافة والتحصين والحجر الصحي عبر التاريخ».
قال معهد الفن الحديث في بريزبن عن سليب ووكيرز -الفصل الأخير من لقاءات الغريبة- «إن العمل المجرد وغير الخطي في العمل ومساره الصوتي المتعارض والتحول المستمر لشخصياته يعيدان تصميم علاقات القوى بين الصورة المستمرة للوحش الأنثوي -شخصية الدولة- والعنف الاستعماري».
علقت جيسي خديفي من إفريز استعراضًا ل «جرائم القتل العشر لجوزفين» قائلاً: «منذ ما يقرب من عقد من الزمان تساءلت الممارسة القائمة على البحث والأداء للفنانة المولودة في لبنان عن البنى التحتية للعدالة والعسكرة وتاريخ الصرف الصحي والمسرح»، وتصف خديفي الأداء بأنه يتألف من «أوبرا نصية مدتها 40 دقيقة تستند إلى النص والتي تدور في الطابق الثاني الخافت والمضاء بالأشعة فوق البنفسجية للمبنى» مشيرةً إلى «عمليات الترجمة وإعادة ترتيب التسلسل الهرمي للأصوات، ومع ذلك فإن هذه المراجع تكون مشوهة ومشفرة ومرمّزة إلى أبعد من الفهم.»
وقالت كارولينا ريتو من مجلة موس إن اللقاءات الغريبة وجرائم القتل العشر لجوزفين ركزت على «آليات القانون وكيفية إبلاغ هذه الآليات بالموضوع القانوني وإضفاء الطابع المؤسسي عليه»، كما علَّقت ريتو أنه مع «التوترات بين الصوت والصمت، والصوت ولكلام، والشرعية وعدم الشرعية» في عمل حمادة «فإن كلا الاستقطابين يبلغان بعضهما البعض أو -على نحو أفضل- أنهما يتضمنان بعضهما البعض».
وصفت مجلة وول ستريت العالمية رنا حمادة بناءً على «جرائم القتل العشر لجوزفين» بأنها «تجمع بين عدة فروع من الأبحاث النظرية في أكبر مشروع في حياتها المهنية حتى الآن؛ فهو مشروع يُوَلِّد بصدق طرائق جديدة للقراء والمتفرجين ويختبر ديناميكيات أداء صناعة المعارض.»

## المعارض المختارة
- 2017 ويت دي مع مركز الفن المعاصر في روتردام، متحف سرسق، بيروت، لبنان.

- 2016 معهد الفن الحديث، بريسبان، صالة العرض، لندن.

- 2015 نوتنغهام المعاصرة، الجبهة الغربية، فانكوفر، TPW، تورونتو، ينعقد كل سنتين في موسكو.

- 2014 المتحف الجديد، معهد واتس للفنون المعاصرة (CCA Wattis)، سان فرانسيسكو، معرض الفنون البصرية الدولي في ليمريك، ينعقد كل سنتين في ليفربول.

- 2013 معرض ليسون في لندن وبيروت والقاهرة ومركز الفن المعاصر ويت دي وروتردام.

- 2011 فان أبيميوسيوم في أيندهوفن.

- 2010 مركز بيروت للفنون في بيروت.

## جوائز
في عام 2017 حصلت على جائزة روما وهي الجائزة الأكثر سخاءً للفنانين في هولندا، كما حصلت على جائزة زمالة مؤسسة غونتر بيل (16-2014) وكانت تقيم في وي آر بريماري (We We Primary) في نوتنغهام بالمملكة المتحدة، وفي فلات تايم هاوس (Flat Time House) في لندن بالمملكة المتحدة ومعرض تاون هاوس (Townhouse Gallery) في القاهرة بمصر وبينس كونيكتيف (Bains Connective) في بروكسل ببلجيكا.

## مواقع خارجية
- الموقع الرسمي